# Luke Scott
Luke Brandon Scott, född den 25 juni 1978 i DeLand (enligt vissa källor DeLeon Springs) i Florida, är en amerikansk professionell basebollspelare som är free agent. Scott är outfielder och designated hitter.
Scott har spelat nio säsonger i Major League Baseball (MLB) 2005–2013 och en säsong i sydkoreanska KBO League 2014. Han är känd för att vara frispråkig och väckte uppmärksamhet 2010 på grund av kontroversiella uttalanden om Barack Obama.

## Karriär

### Major League Baseball

#### Cleveland Indians
Scott draftades av Cleveland Indians 2001 som 277:e spelare totalt och året efter gjorde han proffsdebut i Indians farmarklubbssystem. Som högst nådde han 2003 AA-nivån, som är den näst högsta nivån av farmarligor, med Indians. Samma år hade Scott flest homeruns (20) och RBI:s (inslagna poäng) (81) av alla spelare i Indians farmarklubbar.

#### Houston Astros
I mars 2004 bytte Indians bort Scott till Houston Astros. Han fortsatte att spela i farmarligorna den säsongen, men fick göra sin MLB-debut den 5 april 2005. Större delen av 2005 och 2006 tillbringade han i farmarligorna, men 2007 fick han mer speltid för Astros. Han spelade då 132 matcher med ett slaggenomsnitt på 0,255, 18 homeruns och 64 RBI:s.

#### Baltimore Orioles

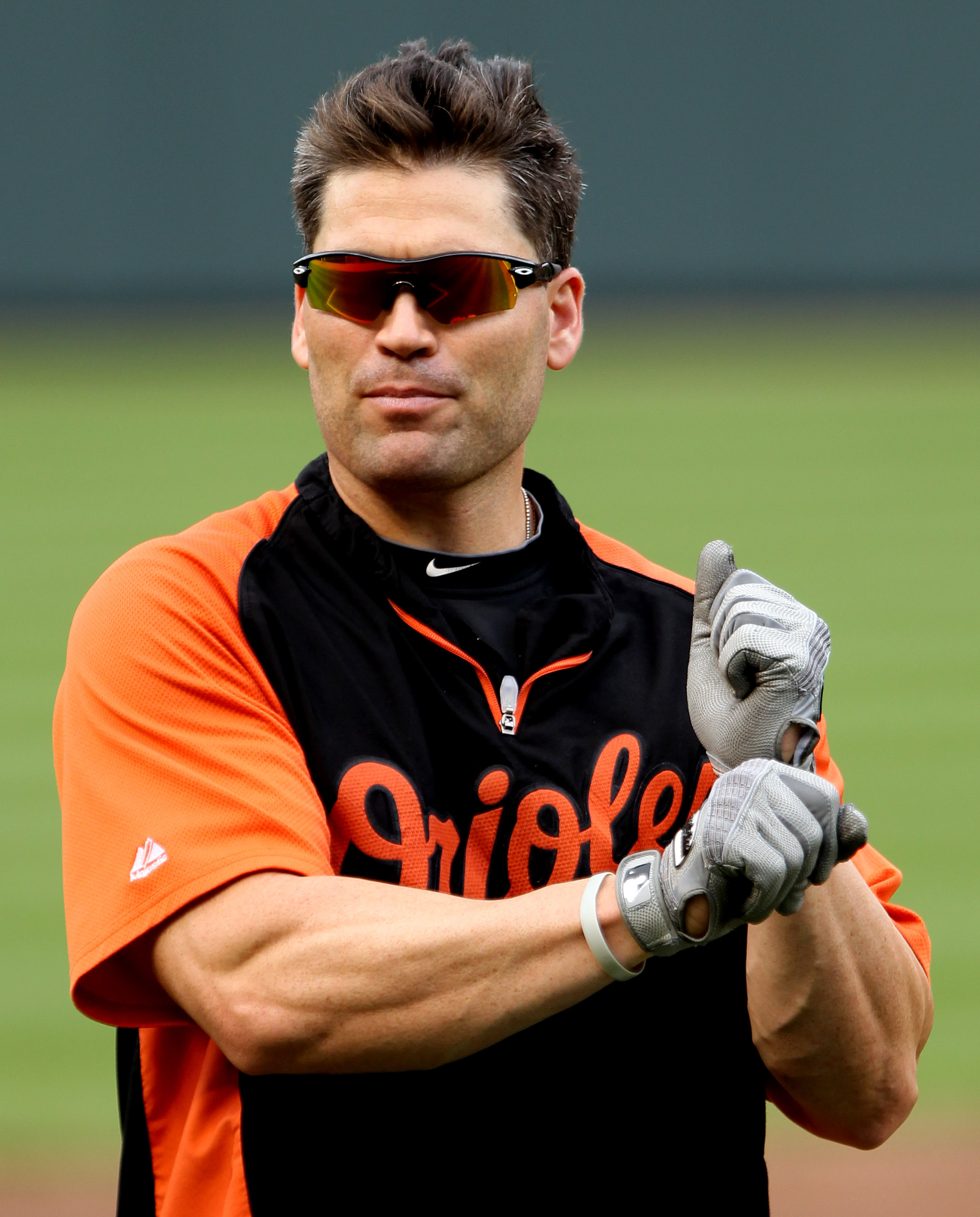
Scott i Baltimore Orioles dräkt 2011.

I december 2007 bytte Astros bort Scott och fyra andra spelare till Baltimore Orioles i utbyte mot Miguel Tejada. 2008 spelade han 148 matcher med ett slaggenomsnitt på 0,257, 23 homeruns och 65 RBI:s och året efter gick det ännu bättre med 25 homeruns och 77 RBI:s trots 20 färre matcher. 2010 satte Scott personligt rekord med 27 homeruns samtidigt som han hade 72 RBI:s och ett slaggenomsnitt på 0,284. Han utsågs av Orioles till klubbens mest värdefulla spelare (MVP). 2011 hämmades han av en axelskada som till slut ledde till operation i slutet av juli. Han kom inte tillbaka i spel den säsongen och det blev bara 64 matcher med nio homeruns och 22 RBI:s. Efter säsongen bestämde sig Orioles för att inte erbjuda honom nytt kontrakt och han blev därför free agent.

#### Tampa Bay Rays
I januari 2012 skrev Scott på ett ettårskontrakt värt fem miljoner dollar för Tampa Bay Rays med en möjlighet för klubben att förlänga kontraktet ytterligare ett år för sex miljoner dollar. Det blev dock bara 96 matcher för Scott där han hade ett slaggenomsnitt på låga 0,229, 14 homeruns och 55 RBI:s. Rays utnyttjade inte sin möjlighet att förlänga kontraktet och Scott blev därmed free agent igen.
I februari 2013 skrev Scott på för Rays igen. Parterna kom överens om ett ettårskontrakt värt 2,75 miljoner dollar. Just innan 2013 års säsong skulle inledas drabbades dock Scott av en muskelbristning i höger vad, som höll honom borta från spel i en månad och nödvändiggjorde några matcher i en farmarklubb innan han kunde göra comeback. Senare under säsongen, i mitten av augusti, tvingades Scott till skadelistan igen på grund av kramp i ryggen. Totalt blev det bara 91 matcher för Scott med ett slaggenomsnitt på 0,241, nio homeruns och 40 RBI:s. Efter säsongen blev han free agent igen.

### KBO League

#### SK Wyverns
I december 2013 skrev Scott på ett ettårskontrakt värt 250 000 dollar med SK Wyverns i sydkoreanska KBO League. Säsongen utvecklade sig dock inte som han hoppats. Han var ofta skadad och i mitten av juli fick han sparken på grund av att han offentligt kritiserat lagets tränare och bland annat kallat honom "lögnare" och "fegis". Han spelade bara 33 matcher för Wyverns med ett slaggenomsnitt på 0,267 och sex homeruns.

### Liga Mexicana de Béisbol

#### Pericos de Puebla
2015 spelade Scott för Pericos de Puebla i mexikanska Liga Mexicana de Béisbol, som räknas som en farmarliga på AAA-nivån även om klubbarna i ligan inte är knutna till klubbar i MLB. Han hade på 28 matcher ett slaggenomsnitt på 0,292, sju homeruns och 27 RBI:s.

### Major League Baseball igen

#### Toronto Blue Jays
I maj 2015 skrev Scott på ett minor league-kontrakt med Toronto Blue Jays, som skickade honom till den högsta farmarklubben Buffalo Bisons. Han spelade 52 matcher för Buffalo innan han släpptes i augusti.
Så sent som inför 2018 års säsong hoppades Scott fortfarande att kunna återuppta sin MLB-karriär.